# Daddy Yankee
Pour les articles homonymes, voir Ayala.
Daddy Yankee, de son vrai nom Ramón Luis Ayala Rodríguez, né le 3 février 1977 à San Juan, dans le Commonwealth de Porto Rico, (États-Unis), est un rappeur, compositeur, acteur, producteur de cinéma, animateur de radio et homme d'affaires portoricain. En 2006, un article du New York Times le présente comme étant le « Roi du Reggaeton ». Il a reçu une étoile du Walk of Fame de Porto Rico, des récompenses spéciales du magazine People en langue espagnole et la Presencia Latina de l'université Harvard. Il a été nommé par la chaîne américaine CNN comme « l'artiste hispanique le plus influent » de 2009 et a été inclus dans le classement Time 100 en 2006. Il s'est également associé avec des artistes comme Snoop Dogg, Nicky Jam, Pitbull, Mey Vidal, DJ Blass, DJ Eric, Eliel, Nas, Tony Touch ou encore les membres de la G-Unit, Lloyd Banks et Young Buck.

## Biographie

### Jeunesse
Durant son enfance, Ramón grandit avec l'influence de sa famille musicienne, notamment celles de son père et de quelques membres de la famille de sa mère. À douze ans, il commence à chanter des chansons inspirées du reggae et du hip-hop.
Ramón voulait devenir joueur de baseball professionnel, il devra abandonner cet objectif après avoir été victime d'une fusillade lors d'une rixe de quartier alors qu'il avait dix-sept ans. Il a reçu deux balles de AK-47 ; l'une lui a effleuré le bras et l'autre l'a touché au niveau de la cuisse droite, où il est blessé à vie. Après cet incident, il s'intéressera de plus près au mouvement rap underground, qui était naissant à l'époque.

### Carrière

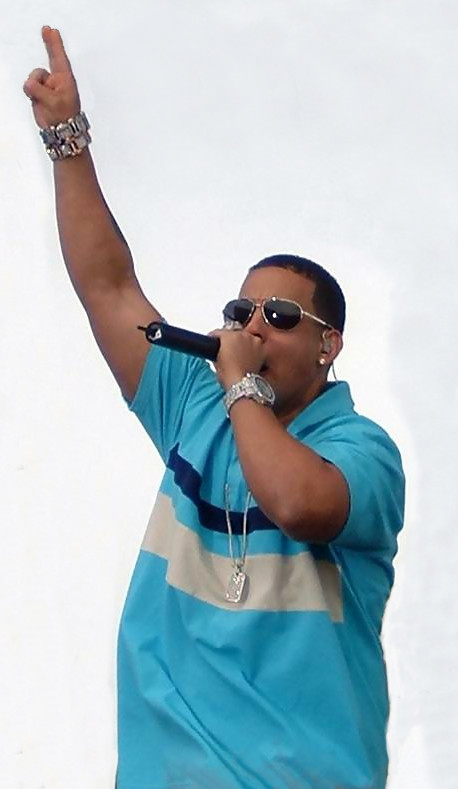
Daddy Yankee lors d'un concert en 2006.

Il est apparu pour la première fois sur la mixtape de DJ Playero de 1992, Playero 34, avec la chanson "So' Persigueme, No Te Detengas".
La musique de son album Barrio fino en 2004 est essentielle au style : elle provient du plus profond des racines de sa vie et de son expérience personnelle, dans les quartiers populaires de Porto Rico. Les premiers extraits de cet album s'intitulent Gasolina, King Daddy et No me dejes solo en featuring avec Wisin y Yandel.
Sa chanson Impacto, sortie de l'album El cartel: The Big Boss de 2007, figure dans la playlist de la station de radio San Juan Sounds des jeux Grand Theft Auto IV et Grand Theft Auto: The Lost and Damned de Rockstar Games.
Dans le jeu vidéo Grand Theft Auto IV sorti en avril 2008, Daddy Yankee prête sa voix à la station de radio San Juan Sounds où il agit comme DJ de cette station qui programme du reggaeton ; la chanson Impacto apparaît également. Il s'agit d'un jeu vidéo d'action-aventure en monde ouvert développé par Rockstar North.
Le 29 novembre 2013, il sort son jeu Trylogy. La chanson Limbo de 2012, sortie de l'album Prestige, figure dans le jeu Just Dance 2014.
En tant qu'acteur, il joue dans des films et des séries américaines de commémoration comme Amour, Gloire et Beauté en 2010, dans six épisodes.
En 2015, le titre Gasolina à la neuvième place des 50 meilleures chansons latines de l'histoire selon Billboard.
Le 28 avril 2016, Daddy Yankee reçoit un Industry Leader Award lors des Billboard Latin Music Awards 2016.
En date du 2 août 2016, il avait vendu près de 20 millions d'albums.
Après une longue rivalité avec Don Omar pendant dix ans pour le titre de Roi du reggaeton, Daddy Yankee et Don Omar annoncent début 2016 lors d'une conférence de presse qu'ils se produiraient ensemble sur scène dans une série de concerts intitulée « The Kingdom World Tour ». La tournée s'est vendue en quelques minutes dans les grandes villes comme Las Vegas, Orlando, Los Angeles, New York. Pendants les concerts, structurés comme des matchs de boxe, les deux artistes échangeaient des rounds musicaux et les fans votaient dans chaque ville pour leur favori via une application conçue pour l'événement. « Deux rois, un trône », a déclaré le fondateur de Pina Records, Rafael Pina, qui avait une relation bien établie avec les deux artistes et qui a également eu l'idée du concept de la tournée. En parlant de la tournée et de sa rivalité avec Daddy Yankee, Don Omar a déclaré : « Laissez-moi clarifier : je ne suis pas son meilleur ami, et il n'est pas mon meilleur ami, mais nous nous respectons. Ce désir d'être le meilleur est ce qui nous a poussés à être meilleurs ».
En 2017, il, en collaboration avec le chanteur de pop latino Luis Fonsi, sort le single Despacito. Celui-ci devient le premier en langue espagnole à atteindre la position de numéro 1 du Billboard Hot 100 depuis la Macarena en 1996 et connaîtra un succès mondial. La vidéo officielle de Despacito sur YouTube avait été vue un milliard de fois le 20 avril 2017, après seulement 97 jours, devenant ainsi la deuxième vidéo du site à atteindre ce jalon le plus rapidement derrière Hello d'Adele. Son succès a conduit Daddy Yankee à devenir en juin 2017 l'artiste le plus écouté au monde sur le service de streaming Spotify, et premier artiste latin à le faire.
En 2017, il fait un don de 100 000 dollars à la banque alimentaire de Porto Rico après les dégâts causés par l'ouragan Maria.
Depuis octobre 2017, Barrio fino et Barrio fino en directo ont été respectivement les septième et treizième albums latinos les plus vendus aux États-Unis. Au cours de sa carrière, 63 chansons de Daddy Yankee se sont retrouvées dans le classement Hot Latin Songs du magazine Billboard, dont vingt-quatre dans le top-10 et cinq à la première place. Daddy Yankee est le neuvième musicien qui compte le plus de singles sur le Hot Latin Songs. Le classement Billboard Hot 100 compte, lui, dix chansons du musicien.
En 2018, il a sorti ses premiers singles Latin trap avec la chanson Hielo, et sur le single Vuelve sur lequel il a collaboré avec Bad Bunny.
En août 2018, il participe au clip de Janet Jackson, Made for Now. La même année, Daddy Yankee reçoit un Icon Award lors des Latin American Music Awards et, en octobre 2018, il reçoit le Trophées des créateurs YouTube pour avoir plus de dix millions d'abonnés sur sa chaine YouTube.
La chanson Despacito de Luis Fonsi et Daddy Yankee a été intronisée dans l'édition 2019 du Livre Guinness des records pour avoir réalisé sept jalons, tandis que Daddy Yankee a été reconnu pour trois autres records.
En février 2019, il remporte une récompense aux Lo Nuestro 2019 pour l'ensemble de ses œuvres (Lifetime Achievement Award).
Le 17 avril 2019, le chanteur annonce la sortie d'un remix de son tube Con Calma, en featuring avec la chanteuse américaine Katy Perry. En mai 2019, il participe au remix du single Soltera de Lunay (en).
Le 8 juillet 2019, il présente la remise du médaillon  Home Run Derby à Pete Alonso après sa victoire à la compétition annuelle de la Ligue majeure de baseball.
En novembre 2019, il inaugure un musée du reggaeton à Porto Rico, le premier du genre.
En janvier 2020, il collabore avec Nicky Jam, sur le titre Muévelo.
En 2021, il a été décoré par Billboard du prix Hall of Fame, devenant ainsi le premier artiste latin à faire partie de ce groupe sélect, récompensé pour sa carrière musicale et pour avoir généré des changements culturels à travers le monde.
Le 20 mars 2022, dans une vidéo postée sur les réseaux sociaux par Daddy Yankee, annonce qu’il prendra sa retraite après la sortie de son album « Legendaddy », prévue le 24 mars 2022, et une ultime tournée mondiale en 2022 intitulée « La última vuelta »,. Marquant la fin de sa carrière dans la musique profane et laïque, dans laquelle il fut une influence majeure dans le reggaeton pendant plusieurs décennies.
Daddy Yankee a été producteur exécutif de la série Netflix Neon sortie en octobre 2023, qui raconte l'histoire de trois amis qui déménagent à Miami en Floride dans l'espoir de réussir dans le monde du reggaeton. Daddy Yankee fait également une apparition dans la série.

### Fin de sa carrière
En décembre 2023, il met un terme à sa carrière pour se consacrer à Dieu. Il dit « Ce jour est le plus important de ma vie… Ce soir, je reconnais, et je n’ai pas honte de dire au monde entier, que le Christ vit en moi et que je vivrai pour lui. C’est la fin d’un chapitre et le début d’un tout nouveau »,.

### Vie privée

#### Relation avec Dieu
En décembre 2023, lors de sa tournée au Coliseo de Puerto Rico, il a annoncé être devenu chrétien et vouloir servir dans l’évangélisation. En septembre 2024, Daddy Yankee annonce publier ses mémoires pour avril 2025, à travers ReaDY ! The Power To Change Your Story.

## Discographie

### Albums
- 1995 : No Mercy
- 1997 : El Cartel
- 2001 : El Cartel II
- 2002 : El Cangri.com
- 2003 : Los Homerun-es de Yankee
- 2004 : Barrio fino
- 2005 : Ahora Le Toca al Cangri! Live
- 2005 : Barrio Fino en Directo
- 2006 : Daddy Yankee Live
- 2007 : El Cartel: The Big Boss
- 2008 : Talento de Barrio
- 2009 : Talento de Barrio Mundial
- 2009 : Merengue Urbano
- 2010 : Mundial
- 2012 : Prestige
- 2013 : El Imperio Nazza : Kink Daddy Edition
- 2019 : Con Calma & Mis Grandes Exitos
- 2020 : 2K20 Pt. 1
- 2020 : 2K20 Pt. 2
- 2020 : El disco duro
- 2022 : Legendaddy

### Singles
- 1993 : El Funeral
- 1994 : So' Persigueme (Baila Reggaeton)
- 1994 : Donde Mi No Vengas
- 1994 : Estan Locos
- 1994 : Sigan Brincando
- 1994 : Yo Nunca Me Quedo Atras
- 1994 : Es Asesina (con Master Joe)
- 1994 : Yamilette
- 1994 : Ya Va Sonando
- 1994 : No Te Canses
- 1995 : Oh My God!
- 1995 : Prelude Opus Yankee
- 1995 : La Soledad (avec Angel et Mariam).
- 1995 : Conserva tu figura (avec B.F. Yaviah et Gomy Man)
- 1995 : Chica interesada
- 1995 : Run Come Follow Me
- 1995 : No problema (produit par DJ Eric)
- 1995 : Te ves bien
- 1996 : Camuflash (produit par DJ Playero)
- 1997 : El cartel en la casa (produit par Ruben DJ)
- 1997 : El Trío
- 1997 : Peligro
- 1998 : Posición con Alberto Stylee (produit par Nico Canada et Guatauba)
- 1998 : Mataron a un inocente (Hector & Tito)
- 1998 : ¿Por qué? (avec Eddie Dee)
- 1998 : Qué sera nuestro destino (avec Cavalucci)
- 1998 : Abran paso (avec OGM & Oakley)
- 1998 : Todo hombre llorando por ti
- 1999 : Knockout
- 1999 : Calibre de Más Poder
- 1999 : Las calles de mi islas (avec Dmingo)
- 1999 : Mujeres que no bailen (produit par DJ Adam)
- 2000 : No hacen na
- 2000 : Yal feat. Nicky Jam (produit par DJ Blass et Benny Blanco)
- 2001 : En la cama (avec Nicky Jam, produit par DJ Blass)
- 2001 : Se unen o se mueren (Karel & Voltio)
- 2001 : Nigga What What, (MC Ceja)
- 2002 : Latigazo (produit par DJ Blass)
- 2002 : Son las 2
- 2003 : Aquí está tu caldo
- 2003 : ¿Recuerdas? (avec Speedy)
- 2003 : Gata gangster (avec Don Omar)
- 2003 : Cógela que va sin jockey
- 2003 : ¡Dímelo! (avec Divino)
- 2003 : Ella está soltera (avec Nicky Jam)
- 2003 : Seguroski (avec Don Omar, produit par DJ Blass et DJ Urba)
- 2004 : Gasolina (produit par Luny Tunes)
- 2004 : King Daddy
- 2005 : Like You
- 2005 : Gasolina
- 2005 : Rompe
- 2005 : Rompe (Remix) (avec Lloyd Banks et Young Buck)
- 2005 : Gangsta zona (avec Snoop Dogg)
- 2005 : Corazones
- 2005 : No me dejes solo (avec Wisin y Yandel, Glory)
- 2005 : Lo que pasó, pasó
- 2006 : Machete
- 2007 : Ella me levantó
- 2007 : Mensaje de estado
- 2008 : Mi fiel amiga (avec Jennifer Lopez)
- 2008 : Los Buenos Tiempos
- 2008 : Pose
- 2008 : Llamado de emergencia
- 2008 : Somos de calle
- 2008 : Somos de calle remix el cartel
- 2008 : Mi testamento
- 2008 : Impacto (et une version remix avec Fergie)
- 2009 : Qué tengo que hacer
- 2009 : Qué tengo que hacer (Remix) (avec Jowell & Randy)
- 2009 : Los Buenos Tiempos
- 2010 : Grito mundial
- 2010 : Descontrol
- 2010 : El mejor de todos los tiempos
- 2010 : La señal
- 2010 : La despedida
- 2010 : Pata Boom (avec Jory)
- 2011 : Llegamos a la disco (avec Farruko, Arcángel, Baby Rasta y Gringo, Kendo Kaponi, Ñengo Flow, De la Ghetto et Alex Kyza)
- 2011 : Ven conmigo (avec Prince Royce)
- 2012 : Lovumba
- 2012 : Lovumba (Remix) (avec Don Omar)
- 2012 : Lovumba (avec Motif)
- 2012 : Limbo
- 2012 : Perros salvajes
- 2012 : Limbo Remix (avec Wisin y Yandel)
- 2012 :  Aprovecha (avec Nova y Jory)
- 2012 : Más que un amigo (avec Farruko)
- 2012 : Pasarela
- 2012 : Guaya (avec Arcangel)
- 2013 : El amante (avec J Alvarez)
- 2013 : Self Made (avec French Montana)
- 2013 : Summertime
- 2013 : Watch Out For This (Bumaye) (Esteban Ruso)
- 2013 : La rompe carro
- 2013 : Nada ha cambiado (avec Divino)
- 2013 : ¿Dónde es el party? (avec Farruko)
- 2013 : Millonarios (avec Arcángel)
- 2013 : Una respuesta (avec J Alvarez)
- 2013 : Calentón, (Yandel)
- 2014 : La nueva y la ex
- 2014 : Palabras con sentido
- 2014 : This Is Not A Love Song (avec Duncan)
- 2015 : Vaivén
- 2015 : Ora por mí
- 2015 : Sígueme y te sigo
- 2015 : Fronteamos Porque Podemos (De La Ghetto avec Yandel, Ñengo Flow)
- 2015 : Cara a cara (avec Don Omar)
- 2015 : Sábado rebelde (avec Plan B)
- 2016 : Corazón (avec Claudia Leitte)
- 2016 : Alerta roja (avec plusieurs artistes)
- 2016 : Shaky Shaky
- 2016 : Shaky Shaky Remix (avec Nicky Jam, Plan B)
- 2017 : Hula hoop
- 2017 : Despacito (avec Luis Fonsi)
- 2017 : La rompe corazones (avec Ozuna)
- 2017 : Boom Boom (avec RedOne, French Montana et Dinah Jane)
- 2017 : Emergency (avec Vinz)
- 2017 : Manual de trucos
- 2017 : Havana (Remix avec Camila Cabello)
- 2017 : Otra cosa (avec Natti Natasha)
- 2017 : La Ocasión remix (avec Ozuna, Nicky Jam, J Balvin, Farruko, Arcángel, Wisin, Anuel AA et Zion)
- 2017 : Vuelve (avec Bad Bunny)
- 2018 : Dura
- 2018 : Dura (Remix) (avec Bad Bunny, Natti Natasha et Becky G)
- 2018 : Hielo
- 2018 : Zum Zum (avec RKM and Ken-Y, Arcangel)
- 2018 : Comó (avec Kim Viera)
- 2018 : Buena vida (avec Natti Natasha)
- 2018 : Cómo soy (avec Pacho et Bad Bunny)
- 2018 : Inolvidable (Remix) (avec Farruko, Sean Paul et Akon)
- 2018 : Zum, zum (Remix) (avec Plan B, Natti Natasha, RKM and Ken-Y et Arcangel)
- 2018 : Adictiva (avec Anuel AA)
- 2019 : Con Calma (avec Snow)
- 2019 : Con Calma (Remix) (avec Katy Perry, Snow)
- 2019 : Si Supieras (avec Wisin y Yandel)
- 2019 : Que Tire Pa' 'Lante
- 2020 : Definitivamente (avec Sech)
- 2020 : Bésame (avec Play-N-Skillz, Zion & Lennox)
- 2020 : Don Don, (avec Anuel AA, Kendo Kaponi)
- 2020 : Don Don remix (avec Anuel AA, Kendo Kaponi & Sisqo)
- 2020 : De Vuelta Pa' La Vuelta, (avec Marc Anthony)
- 2020 : Corona
- 2021 : #Problema
- 2021 : El Pony
- 2021 : Súbele el Volumen, (avec Myke Towers, Jhay Cortez)
- 2021 : Tata (Remix), (avec Eladio Carrion, J. Balvin, Bobby Shmured)
- 2022 : Pasatiempo, (Avec. Myke Towers).
- 2022 : Para Siempre, (Avec. Sech).
- 2023 : La Hora Del Día, (Avec. Justin Quiles, Dalex).
- 2023 : Beachy, (Avec Omar Courtz).
- 2023 : Beachy Remix, (Omar Courtz, Play-N-Skillz).
- 2023 : Bonita.
- 2024  : Donante de Sangre.
- 2024 : Loveo.
- 2024 : Bailando en la Lluvia.
- 2025 : En El Desierto.
- 2025 : Bomba.
- 2025 : Tik Tok.
- 2025 : Sonríele.

### Collaboration
- 1997 : The Peofecy (avec Nas (rappeur)
- 2001 : Sabanas blancas (avec Nicky Jam)
- 2002 : Guayando (avec Nicky Jam)
- 2002 : Maulla (de Yaga Y Mackie)
- 2003 : Dónde están las gatas (avec Nicky Jam)
- 2004 : Mía (de Tito El Bambino)
- 2004 : Saoco (de Wisin)
- 2004 : Mi gatita y yo (avec Las Guanabanas)
- 2005 : Drop It on Me (de Ricky Martin, avec Debi Nova et Taboo)
- 2005 : Taladro (de Eddie Dee)
- 2005 : Rah Rah (Remix) (de Elephant Man, avec Pitbull)
- 2005 : Oye mi canto (de N.O.R.E. avec Nina Sky, Gem Star, et Big Mato)
- 2006 : Lo nuestro se fue (de Ivy Queen, avec Wisin)
- 2006 : Se activaron los anormales (de Divino)
- 2006 : Noche de entierro (titre de Daddy Yankee, Héctor El Bambino, Luny Tunes, Wisin y Yandel et Zion)
- 2007 : Tiraera pa (avec Nicky Jam)
- 2009 : Hasta abajo remix (de Don Omar)
- 2009 : Desafío (de Don Omar)
- 2010 : Danza Kuduro (Official Extended Remix) (de Don Omar, avec Lucenzo et Arcángel)
- 2010 : El Duro Remix (de Don Omar, Baby Rasta et Kendo Kaponi)
- 2010 : Una oportunidad (de Luis Fonsi)
- 2011 : Hoy (Remix) (avec Farruko, Jory, et J Alvarez)
- 2012 : Taboo Remix (de Don Omar)
- 2012 : Lovumba (Remix) (avec Big Ali)
- 2012 : Lose Control (avec Emelee)
- 2012 : Finally Found You (de Enrique Iglesias)
- 2012 : La pregunta remix (de Tito El Bambino, avec J Alvarez)
- 2012 : Suelta el arsenal (avec Jory)
- 2012 : Xplosion, (avec Farruko, J Álvarez)
- 2013 : More Than Friends (de Inna)
- 2013 : Hipnotízame (Remix) (de Wisin y Yandel)
- 2013 : Dónde es el party (avec Farruko)
- 2013 : Yo soy de aquí (de Don Omar, avec Yandel et Arcangel)
- 2013 : Adicto Al Dinero Fácil (avec Tempo, Pinto)
- 2013 : Una nena (de Farruko)
- 2014 : Yo voy (avec Zion & Lennox)
- 2014 : Moviendo caderas (de Yandel)
- 2014 : El combo me llama (Remix) (avec Benny Benni, Pusho, Cosculluela et Farruko)
- 2014 : Suena la alarma (avec Farruko)
- 2014 : Soy un problema (avec Farruko)
- 2014 : Experimentan la perse (avec Farruko)
- 2014 : La calle me hizo (avec Farruko, Nicky Jam, Benny Benni, Ñejo, J Alvarez, Gotay, Baby Rasta et Cosculluela)
- 2014 : Pa' gozar (Remix) (avec Mozart La Para)
- 2015 : Imaginándote (de Reykon)
- 2015 : Tumba La Casa, (Remix) (de Alexio, avec Nicky Jam, Arcangel, Ñengo Flow, Zion, Farruko et De la Ghetto)
- 2015 : We Wanna (de Alexandra Stan et Inna)
- 2015 : Tírate al medio (de Don Omar)
- 2015 : Mayor que yo 3 (avec Luny Tunes, Wisin, Don Omar et Yandel)
- 2015 : Otro amanecer (de D.OZi)
- 2016 : Hasta el amanecer Remix (de Nicky Jam)
- 2016 : A donde voy (de Cosculluela)
- 2016 : Tú y yo (de Tommy Torres)
- 2016 : No quiere enamorarse (Remix) (de Ozuna)
- 2016 : Andas en mi Cabeza (Chino y Nacho feat. Daddy Yankee)
- 2016 : Pierde los modales (de J. Balvin)
- 2016 : All The Way Up (Spanish Remix) (avec Nicky Jam)
- 2016 : Not a Crime (version anglaise de No Es Ilegal, avec Play-N-Skillz)
- 2016 : Sola Remix (de Anuel AA, avec Wisin, Farruko et Zion y Lennox)
- 2017 : Cierra los ojos (de Zion y Lennox)
- 2017 : La fórmula (de De La Ghetto, avec Ozuna et Chris Jeday)
- 2017 : Bella y sensual (de Romeo Santos, avec Nicky Jam)
- 2017 : Bebé Remix (de Brytiago, avec Nicky Jam)
- 2017 : Tú no metes cabra Remix (de Bad Bunny, Anuel et Cosculluela)
- 2017 : Despacito (Remix) (de Luis Fonsi avec Justin Bieber)
- 2018 : Azukita (de Steve Aoki, Play N Skillz et Elvis Crespo)
- 2018 : Todo comienza en la disco (de Wisin, avec Yandel)
- 2018 : El combo me llama 2 (de Benny Benni, avec Bad Bunny, Almighty, Juanka et d'autres)
- 2018 : Made for Now (de Janet Jackson, et une en version espagnole)
- 2018 : Asesina (Remix) (avec Brytiago, Darell, Ozuna, et Anuel AA)
- 2019 : Reggaeton Remix (de J. Balvin, avec Don Omar et Tego Calderon)
- 2019 : Baila Baila Baila (Remix) (de Ozuna, avec J. Balvin, Farruko et Anuel AA)
- 2019 : No Lo Trates (avec Pitbull et Natti Natasha)
- 2019 : Soltera Remix (avec Lunay et Bad Bunny)
- 2019 : Choca (avec Stephen Oaks, Rey Pirin et JayKay)
- 2019 : Runaway (avec Sebastián Yatra, Jonas Brothers et Natti Natasha)
- 2019 : Instagram (avec Dimitri Vegas & Like Mike, David Guetta, Afro Bros et Natti Natasha)
- 2019 : China  (avec Anuel AA, Karol G)
- 2020 : Muevelo (avec Nicky Jam)
- 2020 : La Santa (avec Bad Bunny)
- 2020 : Pam (avec Justin Quiles et El Alfa)
- 2020 : Confía (avec Sech)
- 2020 : Relación Remix (avec Sech, J. Balvin, Rosalía et Farruko)
- 2020 : No Se Da Cuenta (avec Ozuna)
- 2021 : Gritando Ole (avec Don Omar et Willy William)
- 2022 : X ÙLTIMA VEZ (AVEC Bad Bunny)
- 2022 : ZONA DEL PERREO (AVEC Natti Natasha et Becky G)
- 2022 : BAILAR CONTIGO (AVEC Black Eyed Peas)
- 2023 : Panties Y Brasieres (Avec. Rauw Alejandro, El Cangri himself).
- 2023 : Yankee 150 (Avec. Feid, Yandel).

### Filmographie
- 2002 : Big Pun: Still Not a Player
- 2004 : Reggaeton Video Hits: Vol. 1
- 2004 : Reggaeton Super Videos
- 2004 : Las Guanábanas
- 2004 : Vampiros
- 2005 : Daddy Yankee: Barrio fino en directo
- 2005 : Punk'd : Stars piégées
- 2005 : Gold Star Music: La Familia: Reggaeton Hits
- 2006 : My Block: Puerto Rico
- 2006 : G-News: Season 2
- 2007 : Cane (lui-même, apparait dans l'épisode The Work of a Business Man)
- 2007 : Hector El Father: Bad Boy: The Concert
- 2007 : Rock Dinner (MTV)
- 2008 : Straight Outta Puerto Rico
- 2008 : Talento de barrio
- 2010 : Pleasant Ave (interprète le frère d'un policier)
- 2010 : Amour, Gloire et Beauté (Top Models, six épisodes)
- 2010 : The Mun2 Hookup Celebrity Edition
- 2012 : City of Gun (titre français de Talento de barrio)
- 2012 : Bad Girls Club  (lui-même)
- 2018 : Conocerás la verdad (titre en français : Connaitre la vérité), film autobiographique de l'histoire de Héctor El Father (lui-même)
- 2018 : Sin Pijama, Becky G featuring Natti Natasha (production)
- 2018 : Made for Now, Janet Jackson (avec Daddy Yankee)
- 2018 : Nicky Jam : Le Gagnant